# Вінсентій Стадніцький
Вінцентій Стадніцький із герба Дружина (1835, Поділля (Могилівський повіт) — 31 березня 1869, Мар'янівка, Вінницька область) — польський поміщик, хімік.

## Життєпис
Спочатку виховувався вдома, у 1857 році з відзнакою  закінчив гімназію Рішельє в Одесі. Був хіміком-любителем. У 1859 році заснував Товариство лікарів на Поділлі в Кам'янці-Подольському.
У 1862 році Стадніцький надав свою квартиру в Кам'янці-Подільському для зборів таємного Комітету Подільського.
Після Січневого повстання 1863 року він виїхав до Гайдельберга в Німеччину, де закінчив університетські студії. У 1867 році здобув докторський ступінь з філософії та природничих наук  у Гайдельберзькому університеті Рупрехта-Карла. Провів дослідження піротриронової кислоти, яку виявив. Представив результати своїх досліджень у 1867 році на засіданні Краківського наукового товариства, членом якого він був.

## Сімейне життя
Вінсентій був сином Петра Стадніцького та Ігнації Воронецької. Мав братів і сестер:
- Каміля, мати о. Вітольда Четвертинського,
- Амелія (Амалія),
- Ольга Олександра, мати блаженного Яна Бейзима,
- Сюзанна
- Миколай Пйотр, офіцер російської армії,
- Томаш, офіцер російської армії.

Вінсентій одружився з Люциною Сваришовською. У них не було дітей. Люцина Стадніцька була письменницею та публікувала твори з етнографії Поділля.
Після раптової смерті Стадніцького в Мар'янівці його поховали в сусідньому Сніткові. На пам'ятнику В. Стадніцькому, що на католицькому кладовищі в Сніткові, зазначена дата смерті 28 листопада 1869 року. Тут також поховані і його батьки: Петро Стадніцький (пом. 1852) та мати Ігнація Воронецька (пом. 1866).

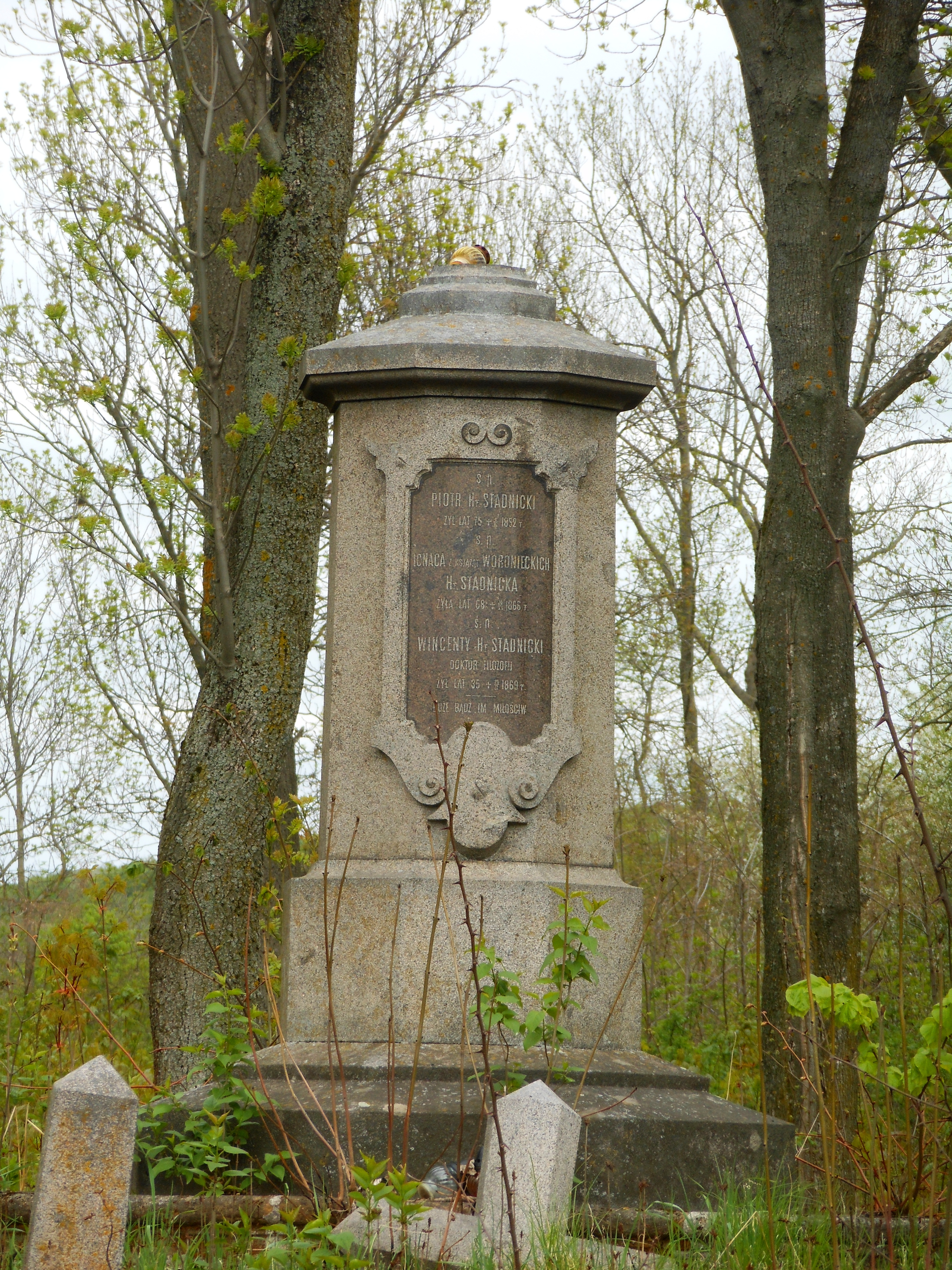
Могила Вінцентія Стадніцького в Сніткові

## Біліографія
- Polski Słownik Biograficzny. Т. 41. Warszawa – Kraków: Polska Akademia Nauk – Instytut Historii im. Tadeusza Manteuffla. с. 440—441. ISBN 8388909029.
- Wincenty hr. Stadnicki ze Stadnik h. Drużyna w Wielkiej genealogii Minakowskiego.